# スレンギン・ツォグゲレル
スレンギン・ツォグゲレル（モンゴル語: Сүрэнгийн Цоггэрэл Surengiin Tsoggerel、朝鮮語: 쑤렌긴 초그게렐、1954年11月 - ）は、モンゴル国の外交官、大使、元諜報庁副長官。オブス県出身。2009年から2013年まで在チェコ大使、2016年より在北朝鮮大使。
2016年5月13日、平壌の万寿台議事堂で最高人民会議常任委員会の金永南委員長に信任状を捧呈した。